# Tamarix macrocarpa
Tamarix macrocarpa är en tamariskväxtart som först beskrevs av Christian Gottfried Ehrenberg, och fick sitt nu gällande namn av Bge. Tamarix macrocarpa ingår i släktet tamarisker, och familjen tamariskväxter. Inga underarter finns listade.